# Il sentiero luminoso
Il sentiero luminoso è un romanzo dello scrittore Wu Ming 2, pubblicato in Italia da Ediciclo editore nel 2016.

## Trama
Il libro racconta il viaggio a piedi da Bologna a Milano, percorso da Gerolamo (probabilmente l'alter-ego dell'autore che ha effettivamente percorso il sentiero), in una ideale prosecuzione del Sentiero degli dei, sia pure in direzione contraria.
Rispetto alla prima opera del ciclo (l'autore ha dichiarato di averne in programma altre due), ci si trova in un ambiente completamente diverso in cui ad una montagna spopolata si sostituisce una pianura tra le più antropizzate d'Europa, e gli ostacoli anziché da dislivelli o dai burroni sono costituiti da svincoli o proprietà private. Probabilmente proprio a causa di questa differenza anche la modalità del racconto è completamente diversa, questo libro infatti è strutturato con tre parti i cui capitoli sono intercalati in modo da costruire un andamento che saltella avanti e indietro sia nello spazio che nel tempo. Di queste tre parti una racconta molto in dettaglio la prima giornata di cammino, in un'altra vengono narrate (meno in dettaglio) le successive giornate, in un'altra il lavoro di studio e preparazione del viaggio.